# Satu Taskinen

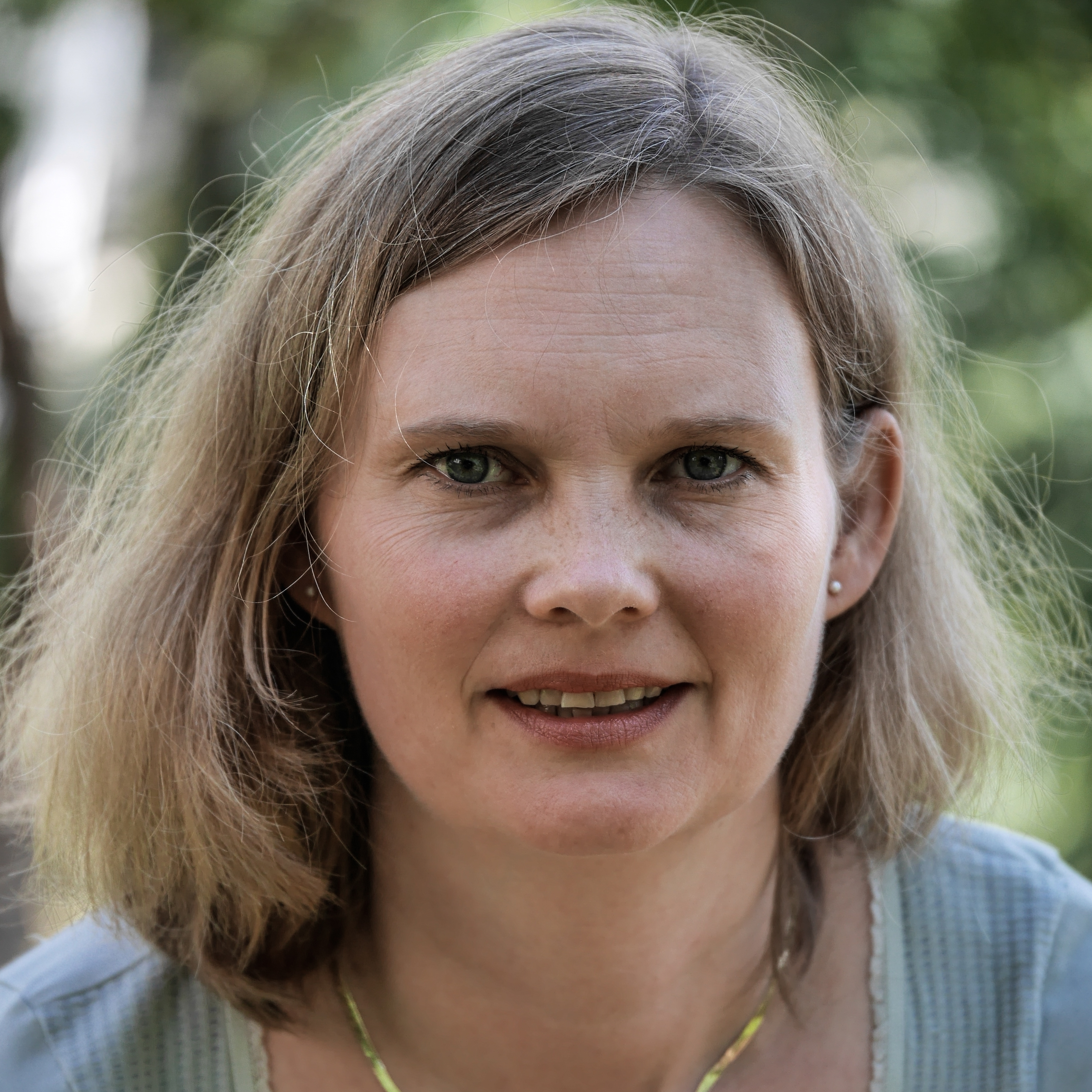
Satu Taskinen (2015)

Satu Taskinen (* 1970 in Helsinki, Finnland) ist eine finnische Schriftstellerin.

## Leben
Satu Taskinen machte ihr Abitur am Kallio-Gymnasium der Ausdruckskünste in Helsinki und absolvierte an der Universität Helsinki ein Studium der Philosophie und Germanistik. Nach Aufenthalten in den Niederlanden und in Deutschland lebt sie seit 1999 in Wien.
Neben einer Tätigkeit in der Erwachsenenbildung hat sie Artikel, Interviews und Kritik mit Schwerpunkt neue deutsche, speziell österreichische, Literatur und Kultur für finnische Zeitschriften, darunter die  Literatur- und Kulturzeitschriften Parnasso und Nuori Voima geschrieben. Satu Taskinen war 2008–2013 Auslandskorrespondentin für Fifi, die Internet-Ausgabe von Voima-Zeitung, und nahm unter anderem Teil an Programmen im finnischen Rundfunkradio YLE über die deutschsprachige Literatur und Kultur. Sie ist Mitglied des finnischen Schriftstellerverbandes und des finnischen Kritikerverbandes SARV und wurde als Vorjahresgewinnerin in die Jury des Wettbewerbs für das beste Debüt 2012 eingeladen.
Ihr erster Roman Täydellinen paisti erschien im Jahr 2011 im Teos-Verlag in Finnland. Der Roman wurde im finnischen Rundfunk YLE vollständig von Juni 2012 bis Februar 2013 in der wöchentlichen Vorleseserie vorgetragen. Eine deutsche Übersetzung erschien im März 2013 im Berliner Transit Buchverlag mit dem Titel Der perfekte Schweinsbraten. Ihr zweiter Roman Katedraali erschien im Jahr 2014 im Teos-Verlag. Er ist der zweite Teil der in Wien spielenden Romantrilogie. Er erschien im September 2015 beim österreichischen Residenz-Verlag mit dem Titel Die Kathedrale auf Deutsch. Ihr dritter Roman Lapset erschien 2017 im Teos-Verlag. Für 2018 wurde die Veröffentlichung einer Übersetzung ins Deutsche unter dem Titel Kinder im Residenz-Verlag angekündigt. Alle drei Romane sind übersetzt von Regine Pirschel.
Taskinens Werke werden in den Medien oft als europäisch bezeichnet. Sie wurde unter anderem zum International Bookfestival Budapest, zum Europäischen Festival des Debütromans Schleswig-Holstein, zu Schriftproben – Konferenz und Lesefestival nordischer und deutschsprachiger Autoren, zur Internationale Autorentagung Junge Literatur in Europa in Greifswald, zur internationalen Schriftstellerkonferenz Liwre 2015 in Mukkula/Lahti, zum Hausacher LeseLenz 2015 und zu den Nordischen Literaturtagen 2015 in Hamburg eingeladen. Sie ist Teil vom CROWD-Netzwerk. Die Konferenz Nordic Authors for the Future of Literature für junge nordische Schriftsteller wurde 2015 in der Saari-Residenz und in Helsinki von Leena Parkkinen und Satu Taskinen geplant, organisiert und veranstaltet.

## Auszeichnungen
- 2010 Preis als Freelancerin des Jahres von der Kulturzeitschrift Nuori Voima
- 2011 Helsingin-Sanomat-Literaturpreis
- 2012 Preis für das beliebteste Erstlingswerk der Akademischen Buchhandlung
- 2013 Arbeitsstipendium der Finnischen Kulturstiftung
- 2014 Toisinkoinen-Literaturpreis der Universität Helsinki
- 2015 Arbeitsstipendium der Finnischen Kulturstiftung
- 2015 Arbeitsstipendium der Kone-Stiftung
- 2018–2020 Staatliches Künstlerstipendium

## Werke und Anthologien
- Der perfekte Schweinsbraten. Übers. Regine Pirschel. Berlin, Transit Buchverl. 2013, ISBN 978-3-88747-283-2
- Schriftproben, léttretage, Berlin, 2013, ISBN 978-3-9812062-8-9
- Kompositio Neue finnische Literatur, 2014, ISBN 978-952-93-4356-0
- Die Kathedrale. Übers. Regine Pirschel. Salzburg – Wien, Residenz Verlag. 2015, ISBN 978-3-7017-1652-4
- Neue Rundschau, 128. Jahrgang 2017, ISBN 978-3-10-809109-5.
- Kinder. Übers. Regine Pirschel. Salzburg – Wien, Residenz Verlag. 2018, ISBN 978-3-7017-1683-8.